# Kula World
Kula World (Roll Away v Severní Americe a Kula Quest v Japonsku) je logická videohra, kterou vytvořilo studio Game Design Sweden AB exkluzivně pro herní konzoli PlayStation. Ve hře se hráč ujímá plážového míče (tzv. beach ball) a jeho hlavním úkolem je sbírat klíče pro postoupení do další úrovně, kromě toho může také nepovinně sbírat peníze a klenoty. Hra využívá zákony fyziky, kdy se mění gravitace podle pohybů míče. Hra byla distribuována společností Sony kromě Severní Ameriky, kde byla distributorem společnost Psygnosis.

## Hratelnost
Když hráč postupuje úrovněmi, tak v každé vyšší úrovni jsou těžší překážky pro dokončení úrovně. Hra tak postupně nutí hráče k jeho vynalézavosti, jak dané překážky překonat a to buďto změnou směru (a tím i gravitace), změnou cesty nebo přeskočením na jiný úsek. 

Bonusové úrovně se odemknou získáním pěti ovoce (jednou je dostupné v každé úrovni). Pokud hráč vstoupí do bonusové úrovně, uvidí na obrazovce slovo „BONUS“. Bonusová úroveň se dokončí jinak, než standardní. Pro splnění musí hráč „aktivovat“ všechny kostky na každém úseku a to tím, že přes ně přejede míčem. Bonusové úrovně také bývají o hodně složitější než standardní.

Body jsou získávány, když hráč sbírá klíče, poklady a ovoce. Body jsou odečítány v případě, že míč se protrhne, rozpustí či zachytne o nástrahu, spálí ho laser, díky hráčově chybě vypadne z úrovně nebo vyprší čas, ve kterém hráč musí úroveň dokončit. Pak jen zbývá začít úroveň od začátku. Pokud však skóre dosáhne nuly, hra končí. 

Kromě režimu jednoho hráče hra obsahuje také režim pro dva hráče a to s dvěma módy „trial“ a „copycat“. V režimu trial hráči spolu zápasí a vyhrává ten, kdo jako první dokončí úroveň. Režim copycat se dá považovat za ověření hráčova paměti. První hráč nejprve může udělat dva pohyby, a pak musí čekat na druhého hráče, který ale musí dva tahy kopírovat, a pak teprve může přidat své dva vlastní pohyby. Hra pokračuje do té doby, než jeden z hráčů udělá chybu a druhý hráč vyhrává.

## Vydání
Kula World byla jedna z prvních her, která využívala vibrační funkce ovladače DualShock. Kula World byla po vydání extrémně populární a některé obchody ji prodávaly i přes cenu 60 liber kvůli její nedostupnosti, pokračování se hra však nikdy nedočkala.
Společnost Sony vydala 29. listopadu 2007 digitálně ke stažení pro konzoli PlayStation 3 přes síť PlayStation Store za 3,49 liber. V roce 2011 byla též uvolněna pro mobilní operační systém Android přes službu Google Play za 3,99 liber.

## Přijetí
| Udělil      | Skóre  |
| ----------- | ------ |
| GameSpot    | 7,6/10 |
| IGN         | 8,9/10 |
| Bonusweb.cz | 90 %   |